# Euplectrus bebourensis
Euplectrus bebourensis är en stekelart som beskrevs av Jean Risbec 1957. Euplectrus bebourensis ingår i släktet Euplectrus och familjen finglanssteklar.
Artens utbredningsområde är Réunion. Inga underarter finns listade i Catalogue of Life.